# Curley Hamner
William J. 'Curley' Hamner (Birmingham (Alabama), 16 maart 1919 – januari 1982) was een Amerikaanse rhythm & blues- en jazzmuzikant. Hij was drummer, zong en was danser en songwriter.

## Biografie
Hamner trad in zijn jeugd op als danser. Vanaf 1945 was hij drummer bij Lionel Hampton, waar hij tot 1958 bleef. Onder eigen naam nam hij in 1947 voor het platenlabel Sunrise (met o.m. Earl Hines en Charles Mingus "No Good Woman Blues“ op). In de vroege jaren 50 toerde hij met Hampton in Europa (Hamp in Paris, 1953). Hamner gold als een getalenteerde showman, hij trad bij Hampton ook op als danser. Het jive-nummer "Hey! Ba-Ba-Re-Bop“ (1946), dat hij met Hampton schreef, werd veel gecoverd (o.a. door Wynonie Harris, Tex Beneke/Glenn Miller Orchestra en Jacques Hélian) en werd ook gebruikt in filmmuziek, o.a. in Stadt der Engel (1998). Met Curtis Lewis schreef hij de song "Today I Sing the Blues" (opgenomen door Aretha Franklin), en met Lewis/Hampton het popnummer "Gone Again“ (in 1959 opgenomen door Sil Austin).
In 1959 toerde Hamner met saxofonist Eric Dixon in Europa; als danser trad hij rond 1960 in Parijs op in de show Paris mes amours, een show van Josephine Baker. Met een studiogroep (o.a. met Al Casey, Buster Cooper, King Curtis, Joe 'Earl' Knight en Steve Cooper) nam hij in 1959 in New York een reeks nummers op, zoals het R&B-nummer "Air Raid" (met op de B-kant "Piano Tuner", Fling Records 720), "Tennessee Waltz“ (met een instrumentale versie op kant 2) en "Just Carry On“. Ook verscheen de EP Twistin’ and Turnin’, met nummers die varieerden van R&B en rock’n’roll tot pop en easy listening. Hij werkte met R&B-zanger Billy Hambric ("I Gotta Find That Girl“) en met Milt Buckner ("Bernie’s Tune“). Onder eigen naam verscheen in 1962 zijn enige album, Dance Session Number One. In de jazz was hij tussen 1946 en 1960 betrokken bij 34 opnamesessies.